# 大医二院站
大医二院站（建设时期曾用名：星海公园站）位于辽宁省大连市沙河口区，是大连地铁1号线的一个车站，于2017年6月7日随1号线二期工程开通而开始投入使用。

## 位置
大医二院站位于沙河口区中山路与连山街交汇口东侧，大连医科大学附属第二医院南侧。

## 结构
大医二院站为岛式站台地下站。
| B1 | 站厅层             | 站厅、自动售票机                   |
| B2 | 轨道               | ← █ 1号线列车往黑石礁（河口方向）  |
| B2 | 岛式站台，开左边门 |                                    |
| B2 | 轨道               | █ 1号线列车往星海广场（姚家方向）→ |

## 出入口
大医二院站设置2个出入口，其中B出入口位于中山路南侧，星雨街旁；C出入口位于中山路北侧；无障碍电梯设置于B出入口。
| 出口编号 | 出口指示 | 建议前往的目的地                                         |
| -------- | -------- | -------------------------------------------------------- |
| 出口 · B |          | 中山路、星雨街、海韵花园小区、大连圣亚海洋世界、星海公园 |
| 出口 · C |          | 中山路、连山街、大连医科大学附属第二医院、颐和银座       |

## 公交换乘
- - 16、22、23、28、49、406、531、901、1121、2002路公交车。

- - 16、22、23、28、37、406、528、531、901、1121、2002路公交车，202路有轨电车。